# 森口将之
森口 将之（もりぐち まさゆき、1962年10月13日 - ）は、日本の自動車評論家である。

## 人物
東京都出身。早稲田大学教育学部を卒業後、自動車雑誌、「RVマガジン」（徳間書店、既に廃刊）、「カー・マガジン」（ネコ・パブリッシング）の編集に従事する。1993年に独立してフリーランスの自動車評論家となった。フランス車贔屓を自認し、日本自動車ジャーナリスト協会、日仏メディア交流協会、日本デザイン機構に加入している。日本カーオブザイヤー（2009 - 2010など）選考委員。

## 著作
- クルマ社会のリ・デザイン（鹿島出版会、2004年）【共著】
- パリ流 環境社会への挑戦 - モビリティ・ライフスタイル・まちづくり（鹿島出版会、2009年）
- 富山から拡がる交通革命　ライトレールから北陸新幹線開業に向けて（交通新聞社、2011年）
- 最速伝説－20世紀の挑戦者たち - 新幹線・コンコルド・カウンタック（交通新聞社、2011年）
- 最新解説超小型モビリティのことが1日でよ～くわかる本（秀和システム、2013年）
- これから始まる自動運転 社会はどうなる!?（秀和システム、2017年）
- MaaS入門　まちづくりのためのスマートモビリティ戦略（学芸出版社、2019年）
- 最新 図解で早わかり MaaSがまるごとわかる本（ソーテック社、2020年）【共著】
- MaaSが地方を変える（学芸出版社、2021年）